# Ramón Martorell Otzet
Ramón Martorell Otzet (1901-1967) fue un ingeniero militar español.

## Biografía
Nació en Barcelona el 14 de octubre de 1901. Ingresó en el servicio militar en 1919, entrando a formar parte del arma de ingenieros. Tras el estallido de la Guerra civil se mantuvo leal a la República, integrándose posteriormente en el Ejército Popular de la República. Llegaría a ser comandante general de Ingenieros del Ejército del Este. Al final de la contienda hubo de marchar al exilio, instalándose en la República Dominicana. Allí ejercería como docente del Instituto Cristóbal Colón y de la Universidad de Santo Domingo, así como director del Instituto Geográfico y Geológico —fundado en 1940—. Al frente de esta institución realizó una importante labor topográfica.
En 1946 se trasladó a México junto a su familia, donde falleció en 1967.